# Pintura sobre tabla

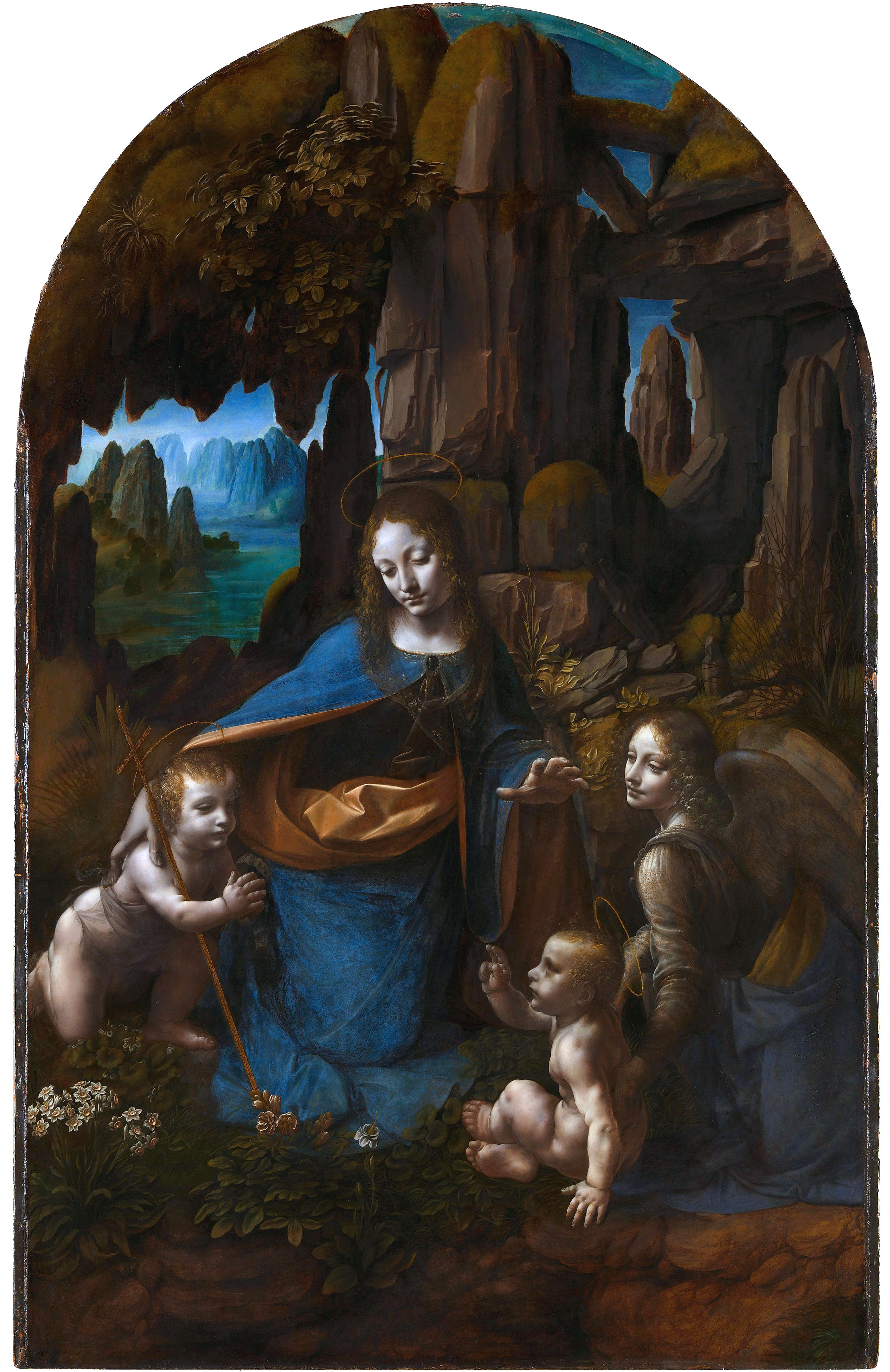
Virgen de las Rocas de Leonardo da Vinci, ejemplo de pintura sobre tabla

La pintura sobre tabla o simplemente tabla es aquella obra que utiliza la madera como soporte pictórico, no haciéndose distinción en cuanto a la técnica utilizada (óleo o temple, principalmente). La tabla puede presentarse sobre maderas enmarcadas, consiguiendo una apariencia similar a una pintura sobre lienzo, o bien sobre piezas que dan formas a distintos tipos de mobiliarios, los que pueden ir desde cofres, sarcófagos o altares, hasta una diversidad de objetos de uso cotidiano. 

## Historia
Ya desde la Antigüedad se aplicó pintura en la madera. 
Los sarcófagos egipcios que datan del año 2000 a. C. se encuentran en numerosas ocasiones pintados, generalmente a la encáustica. Del Egipto romano destacan los famosos retratos de El Fayum, de carácter funerario, que datan de los siglos II a IV. 

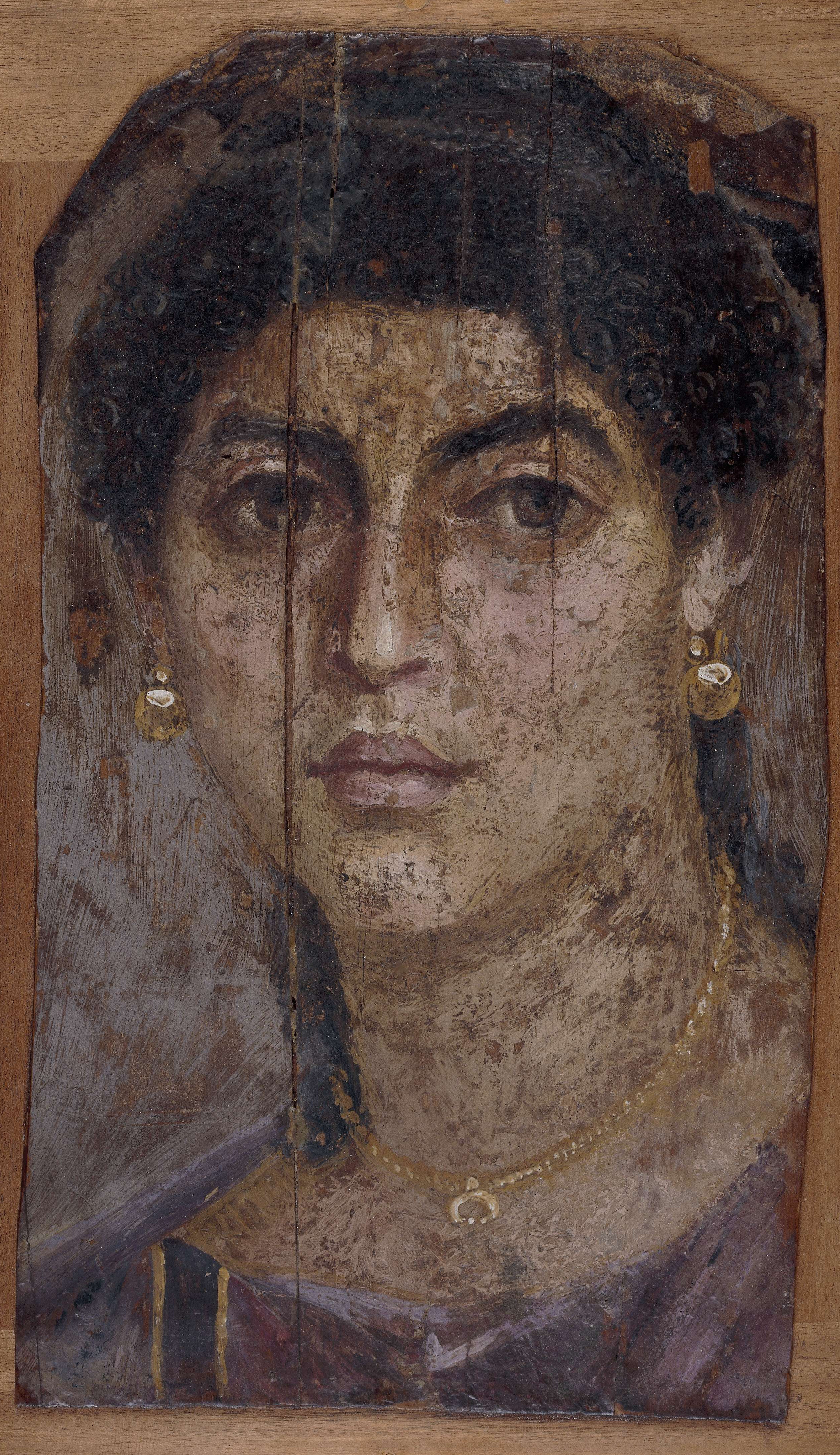
Pintura sobre tabla de la antigüedad: Retrato fúnebre de época romana en El Fayum.

No obstante, fue en la Edad Media cuando se difundió la pintura sobre tabla y alcanzó su máximo esplendor. En la época románica se pintaron diversas piezas de mobiliario ejecutadas en madera, como baldaquinos o frontales. La madera que se pintaba era, en muchas ocasiones, la de muebles y otros objetos de uso cotidiano, que se adornaba mediante la pintura. Así, durante los siglos XIII y XIV, en Italia especialmente, se pintaban los crucifijos, como puede verse en la obra de Giunta Pisano. Otros objetos cotidianos decorados con pinturas fueron las arcas de esponsales o cassoni, ejemplo de las cuales es La historia de Nastagio degli Onesti de Botticelli o las cajas de partos. 
Especialmente durante la Baja Edad Media se pintó al temple sobre madera, en tablas individuales o disponiendo conjuntamente varias tablas, lo que se denomina, según su número, díptico, tríptico o políptico, aunque esos términos se aplican por extensión también a cualquier otro soporte pictórico. Una clase especial de políptico, en el que la decoración que enmarca a la pintura cobra especial relevancia es el retablo (donde el soporte de las pinturas puede ser el lienzo, o los soportes pictóricos planos sustituirse por relieves policromados, o incluso esculturas exentas).
Se considera el punto culminante de esta pintura sobre tabla la obra de los primitivos flamencos (siglo XV), quienes ya trabajaban con óleo, bien solo, bien en técnica mixta con temple. La pintura sobre tabla se utilizó, si bien en mucha menor medida, en el siglo XVI e incluso en el siglo XVII o el XVIII.

## Características
La madera que más se ha usado históricamente es la de nogal, pino o abeto, si bien era algo que dependía de la región donde se viviera y de las especies arbóreas que estuvieran disponibles en abundancia, pues en Italia se usaba chopo, y en el Norte de Europa, roble, haya o pino. Otros tableros de madera dura que se usan como soporte pictórico son los de especies como el abedul, el cedro o el álamo blanco. Durante la Edad Moderna se recurrió a maderas tropicales duras como la caoba. 
Para preparar esta superficie eran necesarias técnicas complementarias. En primer lugar, si era una obra muy grande, había que unir diversas tablas entre sí, usando clavijas de madera y no de metal, que se oxida; este proceso aparece descrito en obras como De Diversibus Artibus, de Teófilo (principios del siglo XII) o Il Libro dell'Arte de Cennino Cennini (1390). 

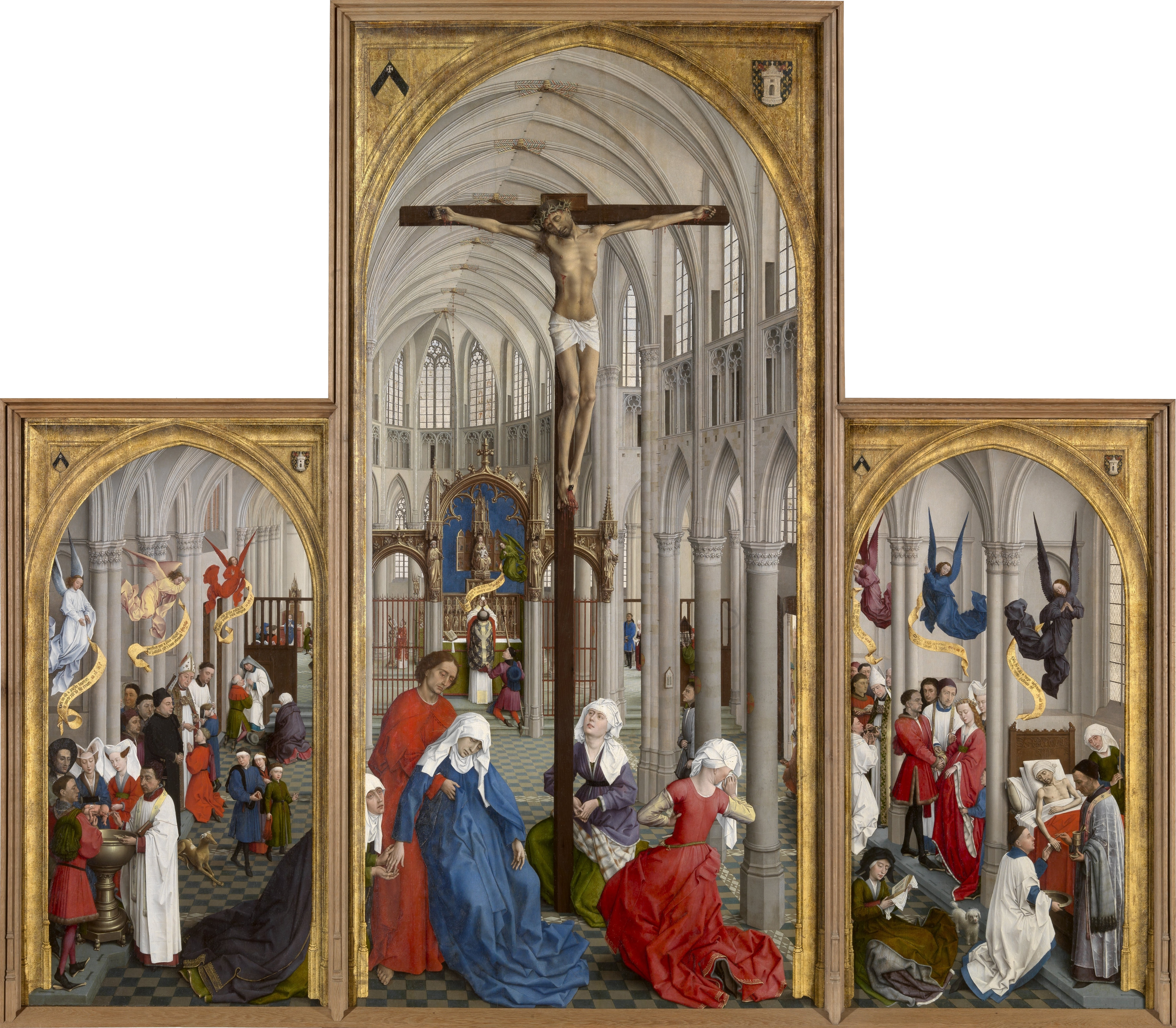
Tríptico de los siete sacramentos, Roger van der Weyden.

En esta última obra también se describe el «entelado», habitual hasta el año 1400, que cubría las juntas y otros defectos de la madera mediante telas de lino con apresto pegadas a la madera. Con el «enyesado» se cubría la madera con una fina capa de yeso (en italiano, gesso), impermeable al agua, sobre la que se podía pintar. Mediante el «estofado» o «embutido» se rellenaban determinadas zonas con yeso para darle relieve. Finalmente, se llama «dorado» a la aplicación de pan de oro en determinadas partes de la pintura. Un ejemplo de relieve de gesso cubierto con hoja de oro es la corona y la aureola del rey en la Adoración de los magos (1423), de Gentile da Fabriano, conservado en los Uffizi.
Para fijar sobre la tabla la materia pictórica, se la suele someter a algún tipo de tratamiento, como cubrirla de albayalde para dar una base luminosa. 
La conservación de la madera suele ser problemática, produciéndose curvaturas, grietas, podredumbre, ataque de parásitos como la carcoma, lo que exige técnicas especiales de restauración. Otro de los inconvenientes de este soporte, frente al lienzo, es su pesadez. Además, en la actualidad, si se recurre a las maderas tradicionales, resulta muy caro. Por ello, los artistas contemporáneos que deseen trabajar con madera tienen a su alcance otras superficies para pintar más baratas, como el táblex o masonita, el aglomerado de densidad media (DM) que proporciona una superficie lisa, el tríplex y, más caros, la madera contrachapada que se encuentra disponible en diversos grosores y el llamado blockboard.

## Preparación de soportes de madera
La orientación de los cortes del tronco de árbol determinan la estabilidad y conservación del panel. Los tipos más comunes de cortes son tangencial y radial, estos últimos siendo preferidos debido a su resistencia característica a la deformación. Antes de que un panel de madera se pueda utilizar como un soporte de pintura, se debe permitir la madera se seque y pierda su humedad residual.
Tradicionalmente se hacía de forma natural a lo largo de un período de años. Gremios a menudo estipulaban la cantidad de tiempo de secado (a veces hasta diez años) antes de que una tabla pudiera ser utilizada. Después de cortar, dividir y reducir de espesor, la superficie del panel era aplanado de manera homogénea por acción de raspado usando varios tipos de cepillos. Paneles grandes incluían múltiples tablas de madera adheridas entre sí usando cola animal o un adhesivo compuesto por caseína y cal. Listones de madera, traversaños y otros dispositivos mecánicos se utilizaban para ayudar a sostener varios tablones juntos y para disminuir la deformación extrema. Paneles pequeños se podrían construir a partir de una sola pieza de madera. También existen pruebas de que una pintura o compuesto que contenía plomo se aplicaba sobre el reverso de algunos paneles para ayudar prevenir la infestación de insectos.
Soportes de madera generalmente requieren una capa de cola de pezuña para reducir y homogeneizar la absorción por parte de la superficie del panel. Pegamento de colágeno extraído de animales, piel, huesos, o de pescado es la fuente más común de Imprimación. A veces, fibras, tiras de tela y piezas enteras de tela tejida fina, abierta se adhirieran sobre el panel para disminuir la posibilidad de grietas en el panel que se pudieran extender de la tabla a las capas de preparación y de la pintura.